# علی‌بیگ‌کندی
علی‌بیگ‌کندی یکی از روستاهای استان آذربایجان شرقی است که در دهستان ازومدل جنوبی بخش مرکزی شهرستان ورزقان واقع شده‌است.